# Miracle Workers (EP)
Miracle Workers è l'EP di esordio dell'omonima band garage rock originaria di Portland nell'Oregon, pubblicato nel 1983 dalla Moxie Records.

## Formazione
- Gerry Mohr - voce
- Matt Rogers - chitarra
- Joel Barnett - basso
- Jeff Grassi - batteria
- Denny Demiankow - tastiere

## Tracce
1. Hung up
2. You don't know
3. Out of my head
4. Psycho